# 大蚊总科
大蚊总科（学名：Tipuloidea）隶属于昆虫纲双翅目长角亚目，已知超过15000种，是双翅目中最大的一个类群。大蚊成虫飞行速度慢，幼虫体型较大，多营腐生生活，是自然生态系统中重要的分解者。本总科一般分为大蚊科（Tipulidae）、沼大蚊科（Limoniidae）、烛大蚊科（Cylindrotomidae）和窗大蚊科（Pediciidae）四个科。